# Vizkelety László
Vizkelety László (Budapest, 1923. február 9. – Budapest, 2007. május 23.)  magyar közgazdász, aranyjelvényes túravezető, tájfutó, cserkészvezető, edző. A Budapesti Lokomotív Sportklub Turista Szakosztályának, a Lokomotív Turista Egyesület jogelődjének alapítója, az Országos Kéktúra megálmodója.

## Életpályája
A budapesti Német Birodalmi Iskolában érettségizett 1941-ben. A Magyar királyi József nádor Műszaki és Gazdaságtudományi Egyetem közgazdasági karán közgazdászként végzett 1945-ben, 1946-ban doktorált. 1943–47 között  a Magyar Légiforgalmi Rt. (MALÉRT) forgalmi tisztviselője, 1948-tól a Külkereskedelmi Igazgatóság forgalmi előadója volt, 1949-től MÁV-titkár, 1963-ban a Kőbányai Gyógyszerárugyár osztályvezetője lett. 1974–1983 között: a Vegyipari Számítástechnikai Fejlesztéstechnikai Társulás szaktanácsadója volt. 1933-ban lett cserkész és ismerkedett meg a túrázással, 1944 óta volt vizsgázott túravezető. 1949-től a MÁV Lokomotiv Turista Szakosztály alapítója, 1949–60 között természetjárója és tájfutója, mint ilyen 1950-ben az első hazai váltóverseny bajnokcsapatának tagja. Volt cserkésztársaival egyik újraélesztője az 1938-as Szent István Vándorlásnak. 1952-ben kezdeményezésére hirdette meg a Lokomotív Turista Szakosztálya az Országos Kéktúra jelvényszerző túramozgalmat, amelynek útvonalát 1953-ban az elsők között teljesítette. 
Érdemes sportoló, aranyjelvényes túravezető, kiváló alpinista, országos tájfutó versenybíró, valamint számtalan, turistáknak és tájékozódási futóknak szóló kiadvány szerzője, szerkesztője. Egész életében túravezetői, versenybírói, edzői tanfolyamokat, tájékozódási versenyeket, bajnokságokat, nemzetközi túrákat és versenyeket szervezett és irányított.  1952-53-ban az első természetjáró ötpróbák szervezője, 1952–60-ban a tájfutók edzője, a vasutas természetjáró mozgalom országos szervezője, a tájfutó Vasutas Kupa kezdeményező bevezetője. 1953–70-ben a természetjáró és tájfutó versenybírói tanfolyamok vezetője, országos versenybíró. 
1962-től a középfokú tájfutó edzőképzés elindítója. 1963–89-ben a Budapesti Természetbarát Szövetség és a Magyar Természetbarát Szövetség elnökségi tagja, oktatója majd edzőbizottság vezetője.

## Cserkészpályafutása
1933-tól a kőbányai római katolikus egyházközség. 306. sz. Szent Adalbert cserkészcsapatának tagja, (1936: őrsvezető., 1940: segédtiszt, 1944: cserkésztiszt.) 1944-ben a Magyar Cserkészszövetség X. Budapesti Cserkészkerület vezető tisztje és a Szövetség propaganda vezetője, táborok vezetője, 1945-től csapattiszt, 1948-től csapatának parancsnoka. 1956-ban részt vett a cserkészet újjáalakítási törekvéseiben, ezért 1956–62 között minden sporttevékenységtől eltiltották. 1988-ban bekapcsolódott a cserkészet újjászervezésébe. 1990-től a Magyar Cserkészszövetség Országos Intéző Bizottság tagja, 1993–96-ban az „Országos Cserkész Tájékozódási Verseny” szervezője. Az I. Magyar Tájékozódási csapatbajnokság vezetője volt.

## Publicisztikáiból
- A tájékozódási futás alapismeretei (Budapesti Tájékozódási Futó Szövetség, 1973)
- Az Országos Kéktúra és akik végigjárták (2002)  ISBN 963-440-885-0

## Díjai, elismerései
- Magyar Népköztársasági Sportérdemérem (1985), ezüst fokozat
- Magyar Köztársasági Érdemrend kiskeresztje (1994), polgári tagozat
- Ripszám Henrik-emlékérem (2003)